# Albert Henry Buck
Albert Henry Buck (ur. 20 października 1842 w Nowym Jorku, zm. 1922) – amerykański lekarz.

## Życiorys
Ukończył studia na Uniwersytecie Yale. Był redaktorem wielu wydawnictw medycznych o charakterze słownikowym i encyklopedycznym.

## Prace
- The growth of medicine from the earliest times to about 1800, 1st AMS edition. New York: AMS Press, 1979
- A treatise on hygiene and public health. New York: Arno Press, 1977
- The dawn of modern medicine: An account of the revival of the science and art of medicine which took place in western Europe during the latter half of the eighteenth century and the first part of the nineteenth. New Haven: Yale University Press, 1920
- The growth of medicine from the earliest times to about 1800. New Haven: Yale University Press, 1917